# GTFO (jeu vidéo)
GTFO est un jeu vidéo coopératif de tir à la première personne et de type survival horror développé par le studio indépendant suédois 10 Chambers Collective,. GTFO est sorti en accès anticipé le 9 décembre 2019 sur Windows et a reçu des réactions positives des utilisateurs,,,. Le jeu sort officiellement le 10 décembre 2021, annoncé à la cérémonie des Game Awards.

## Trame
Le cratère de Chicxulub a été formé il y a 66 millions d'années par une frappe d'astéroïdes qui a entraîné l'extinction massive des dinosaures. Une équipe de « prisonniers » est obligée de descendre dans un complexe souterrain construit sur le site des astéroïdes pour effectuer des tâches pour une mystérieuse entité connue sous le nom de The Warden.

## Système de jeu
GTFO propose une expérience de jeu coopérative où quatre joueurs forment une équipe de « pillards » et s'aventurent dans le vaste complexe souterrain. Leur objectif principal est de récupérer des objets de valeur tout en assurant leur survie,. La structure du jeu repose sur un système de « Rundowns », chacun étant composé de plusieurs expéditions.
Le complexe est infesté de créatures hostiles, surnommées « Sleepers ». Pour progresser, les joueurs doivent faire preuve de coopération, utiliser des terminaux informatiques afin de localiser des ressources essentielles, et gérer judicieusement leurs armes, outils et munitions,. Les « Sleepers » sont sensibles au bruit et à la lumière ; s'ils détectent la présence des joueurs, ils se réveillent et attaquent.  Il est possible de les éliminer discrètement en utilisant des armes de corps à corps.  L'accès à de nouvelles zones du complexe nécessite souvent d'activer des portes de sécurité via un scan coopératif, une procédure qui peut déclencher des alarmes et attirer des vagues d'ennemis.

## Développement
GTFO est le fruit du travail du studio 10 Chambers Collective, fondé par d'anciens développeurs d'Overkill Software, connus pour la série Payday.  Simon Viklund occupe les postes de directeur narratif et de compositeur pour le jeu,.  L'équipe de développement comprend également des figures clés telles que Ulf Andersson (directeur créatif et PDG), Hjalmar Vikström (directeur de la conception du jeu), Anders Bodbacka (directeur technique artistique), Anders Svärd et David Izzo, tous deux directeurs artistiques,.

### Mise à jour
En décembre 2023, le studio a déployé le dernier chapitre du jeu, intitulé Rundown 8.0,. Cette mise à jour finale a introduit de nouvelles armes, de nouveaux ennemis, des missions inédites, ainsi que des améliorations du système de matchmaking multijoueur.

## Accueil

### Pré-version
GTFO a reçu un accueil chaleureux aux Game Awards de 2017. Un an plus tard, il a reçu une distinction en tant que meilleur jeu coopératif à l'E3 2018 par le site DualShockers. D'autres sites tels que Rock, Paper, Shotgun et Gamereactor l'ont félicité pour son aspect d'horreur, son atmosphère et son système de jeu, considérant le jeu comme « horrible ».

### Critiques de la version finale
À sa sortie, GTFO a rencontré un accueil généralement favorable de la part de la critique, obtenant un score de 78/100 sur Metacritic, basé sur un panel de 14 critiques.  Gamekult lui a attribué la note de 8 sur 10, et IGN a également souligné les qualités du jeu dans son test.